# Япрынцев, Виктор Захарович
Виктор Захарович Япрынцев (15 января 1955, Новокуровка, Куйбышевская область — 30 мая 2022, Самара) — советский футболист, российский футбольный судья.
В школьные годы играл в сборной Хворостянского района под руководством Анатолия Востродымова, игравшего в своё время во владивостокском «Луче».
Получил высшее образование на историко-филологическом факультете Куйбышевского пединститута.
В 1974 году играл в дубле «Крылья Советов». В 1975—1978 выступал за тольяттинское «Торпедо». 7 мая 1978 впервые выступил за основной состав «Крыльев Советов», но ему удалось сыграть всего 22 матча, когда 21 октября в товарищеском матче со сборной РСФСР получил тяжелую травму. Последовали три операции в ЦИТО у хирурга Зои Мироновой. О карьере футболиста ему пришлось забыть.
1979 год Япрынцев провёл в команде, но восстановиться после травмы так и не смог. С 1980-го начал работать детским тренером на стадионе «Крылья Советов», а в 1985-м впервые вышел на поле в качестве судьи.
- 1985—1987 годах работал в ДЮСШ-9, потом в куйбышевском «Нефтянике».
- С 1989 судил матчи Первой лиги.
- В 1988—1990 годах помогал Владимиру Дранчу в организации турниров «Зимний мяч Автограда», затем в детском клубе «Самарец», который три раза был чемпионом Детской футбольной лиги (ДФЛ).
- В 1996—1998 годах судил матчи Высшей лиги.
- С 2001 работал директором детского клуба «Заря-Самара».
- В 2011—2014 годах (с небольшими перерывами) главный тренер футбольного клуба «Терра» Самара.

Скончался 30 мая 2022 года в Самаре.

## Клубная статистика
| Выступление        | Выступление      | Выступление      | Лига | Лига | Кубки | Кубки | Прочие | Прочие | Итого | Итого |
| Клуб               | Лига             | Сезон            | Игры | Голы | Игры  | Голы  | Игры   | Голы   | Игры  | Голы  |
| ------------------ | ---------------- | ---------------- | ---- | ---- | ----- | ----- | ------ | ------ | ----- | ----- |
| Торпедо (Тольятти) | вторая           | 1975             | 13   | 1    | —     | —     | —      | —      | 13    | 1     |
| Торпедо (Тольятти) | вторая           | 1976             | 32   | 2    | —     | —     | —      | —      | 32    | 2     |
| Торпедо (Тольятти) | вторая           | 1977             | 41   | 0    | —     | —     | —      | —      | 41    | 0     |
| Торпедо (Тольятти) | Итого            | Итого            | 86   | 3    | —     | —     | —      | —      | 86    | 3     |
| Крылья Советов     | первая           | 1978             | 22   | 0    | —     | —     | 1      | 0      | 23    | 0     |
| Крылья Советов     | высшая           | 1979             | —    | —    | —     | —     | —      | —      | 0     | 0     |
| Крылья Советов     | Итого            | Итого            | 22   | 0    | —     | —     | 1      | 0      | 23    | 0     |
| Кривбасс           | первая           | 1980             | 6    | 0    | —     | —     | —      | —      | 6     | 0     |
| Кривбасс           | Итого            | Итого            | 6    | 0    | —     | —     | —      | —      | 6     | 0     |
| Всего за карьеру   | Всего за карьеру | Всего за карьеру | 114  | 3    | —     | —     | 1      | 0      | 115   | 3     |